# محمدرضا سرهنگی
محمدرضا سرهنگی (۱۳۳۴ - ۳۱ خرداد ۱۳۸۳) نویسنده، فیلمنامه نویس، کارگردان و تهیه‌کننده ساکن ایران بود. وی از فعالان سینمای مستند و فرهنگی ایران بود.

## زندگی
محمدرضا سرهنگی در سال ۱۳۳۴ در نیشابور متولد شد. سرهنگی در زمینه ریاضیات تبحر خاصی داشت و دیپلم ریاضی خود را از دبیرستان اعلم مشهد گرفت. سپس او در رشته ی کامپیوتر در دانشگاه سوربن فرانسه مشغول به تحصیل شد. پس از بازگشت به ایران، در سن بیست و پنج سالگی با نگارش داستان‌های کودکان برای رادیو مشهد، فعالیت هنری اش را آغاز کرد. قصه‌های «چشم‌های بابا» و «عروسک گمشده» از جمله داستان‌های منتشر شده اوست.
همکاری در نگارش دو فیلمنامه بلند «آتش در خرمن» به کارگردانی سعید حاجی میری و «شبیخون» به کارگردانی جمشید آهنگرانی در کارنامه نگارشی وی است. سرهنگی در سال ۱۳۶۸ کارگردانی دو فیلم کوتاه «چشم های بابا» و «خطا» را با سفارش فارابی، ساخت.
او در سال ۱۳۷۴ تهیه کنندگی مجموعه ی ۵۲ قسمتی کودکان سرزمین ایران را آغاز کرد. این سریال با همکاری سه نسل از کارگردانان مطرح سینمای ایران، همچون؛ محمدرضا اصلانی، خسرو سینایی، محسن مخملباف، کامران شیردل، ناصر تقوایی و... و به سفارش گروه کودک شبکه دو صدا و سیما در سال ۱۳۷۶ به سرانجام رسید.  
از فعالیت‌های سرهنگی در سینما، می توان به تهیه کنندگی فیلم های «موشک کاغذی»، «درخت جان» و «چریکه هورام» به کارگردانی فرهاد مهرانفر و «ایران سرای من است» به کارگردانی پرویز کیمیاوی اشاره کرد.

## درگذشت
سرهنگی مدت‌ها در پی آماده‌سازی زمینه‌ای برای کارگردانی اولین فیلم بلندش با نام صندوقچه بود، اما در غروب روز یکشنبه ۳۱ خرداد ماه ۱۳۸۳ بر اثر سکته قلبی در تهران درگذشت و در قطعه هنرمندان بهشت زهرا به خاک سپرده شد

## فیلمشناخت
- کارگردان: خطا (۱۳۷۰)
- دستیار کارگردان: پاتال و آرزوهای کوچک (۱۳۶۸)
- نویسنده: شبیخون (۱۳۷۶)؛ خطا (۱۳۷۰)؛ آتش در خرمن (۱۳۶۹)
- تهیه‌کننده: من بن لادن نیستم (۱۳۸۳)؛ چریکه هورام (۱۳۷۸)؛ ایران سرای من است (۱۳۷۷)؛ درخت جان (۱۳۷۶)؛ مدرسه‌ای که باد برد (۱۳۷۶)؛ موشک کاغذی (۱۳۷۵)
- دستیار تولید: گلنار (۱۳۶۷)؛ مدرسه پیرمردها (۱۳۷۰)
- گروه فنی فیلمبرداری: یار و دیار (۱۳۶۶)
- تدوین: پاتال و آرزوهای کوچک (۱۳۶۸)
- دستیار تدوین: پرستار شب (۱۳۶۶)